# 番野欣昭
番野 欣昭（ばんの よしあき、1952年 - 1991年）は、日本のアマチュア天文家である。名は善明とも。
茨城県つくば市の高エネルギー物理学研究所（現・高エネルギー加速器研究機構）にコンピュータ技師として勤務するかたわら、アマチュア天文家として活動する。日本のアマチュア天文家の中で、軌道計算のために電子計算機を使用した先駆者の1人であると考えられている。1983年には浦田武とともに、栃木県烏山町で小惑星 (4200) 静御前を発見した。1991年、研究所から帰宅する途中に交通事故に遭い急死した。
小惑星 (3394) 番野は番野を偲んで命名されたもので、1992年11月10日付の小惑星回報 (MPC) で公表された。この小惑星は、番野と親交のあった浦田武と伊野田繁が1986年に烏山で発見したものである。